# 2016年西藏司政选举
2016年西藏司政选举于2016年3月20日举行，选举了产生西藏流亡政府第十五届内阁司政。两位最终候选人分别为在任司政洛桑森格与西藏流亡议会议长边巴次仁。

## 初选
2016年西藏司政选举预选于2015年10月18日在印度、尼泊尔等世界各地流亡藏人社区的投票站举行。共有88326位登记选民，其中47105人（53.33%）参加了司政选举初选的正式投票。六位初选候选人的得票分别为：
| 候选人     | 得票数  | 得票率 | 备注                              |
| ---------- | ------- | ------ | --------------------------------- |
| 洛桑森格   | 30508票 | 66.71% | 在任司政                          |
| 边巴次仁   | 10732票 | 23.47% | 西藏流亡议会议长                  |
| 李科先     | 2557票  | 5.59%  | 西藏前政治犯组织九· 十·三运动主席 |
| 扎西旺堆   | 1880票  | 4.11%  | 流亡藏人合作社联盟主管            |
| 扎西多杰   | 38票    | 0.083% | 原印度特别边境部队成员            |
| 桑东仁波切 | 18票    | 0.039% | 原流亡政府噶伦赤巴                |

## 决选
根据选举规则，初选的前两名将进入最终大选。2016年2月3日，选举事务署主管索南群培正式宣布，最终进入大选的两名候选人为洛桑森格与边巴次仁。第十五届内阁司政正式选举于2016年3月20日举行，与此同时进行的还有第十六届西藏人民议会议员选举。3月23日，第十四世达赖喇嘛在门孜康成立一百周年庆典上对此次选举过程中出现的区域性偏袒护短等现象表达了担忧。4月7日，洛桑森格与边巴次仁共同举行了记者会，就此向以达赖喇嘛为首的全体藏人致歉。